# Anjou

Das Wappen des Anjou

Anjou ist der Name einer historischen Provinz Frankreichs mit der Hauptstadt Angers. Die Region liegt am unteren Tal der Loire und ist heute vor allem als Weinbaugebiet bekannt. Sie entspricht in ihrem Umfang im Wesentlichen dem heutigen Département Maine-et-Loire und dem nördlichen Teil des Départements Vienne (8975 km²).
Das Wappen der Provinz entspricht dem der Herzöge von Anjou aus dem Haus Anjou-Valois.

Anjou

## Geschichte

### Wappen
Beschreibung: In Blau mit rotem Bord, drei goldene Lilien.

### Antike und Frühmittelalter
Die Region des späteren Anjou wurde ursprünglich vom keltischen Volksstamm der Andecaver bewohnt, die während des gallischen Krieges (58 bis 50 vor Christus) des römischen Politikers Gaius Iulius Caesar dem römischen Reich unterworfen wurden. Nach der Teilung Galliens durch Kaiser Augustus 17 nach Christus gehörte das Anjou der Provinz Gallia Lugdunensis an.
Nach dem Zerfall des römischen Reiches in der Zeit der Völkerwanderung lag das nördlich der Loire gelegene Gebiet Anjous im Herrschaftsbereich des Syagrius, während das Gebiet am Südufer dem Westgotenreich angehörte. Der Frankenkönig Chlodwig I. besiegte nacheinander Syagrius in der Schlacht von Soissons (486) und die Westgoten in der Schlacht von Vouillé (507), worauf das Anjou in das Fränkische Reich eingegliedert wurde. Dort war es, bedingt durch die häufigen Herrschaftsteilungen der Merowinger, dem Teilreich von Neustrien und nach der Teilung des Reiches unter der Dynastie der Karolinger im Vertrag von Verdun (843) dem Westfrankenreich zugehörig.

### Hochmittelalter

#### Die Grafschaft Anjou

Das Anjou (rot umgrenzt=heutige Départementsgrenzen)

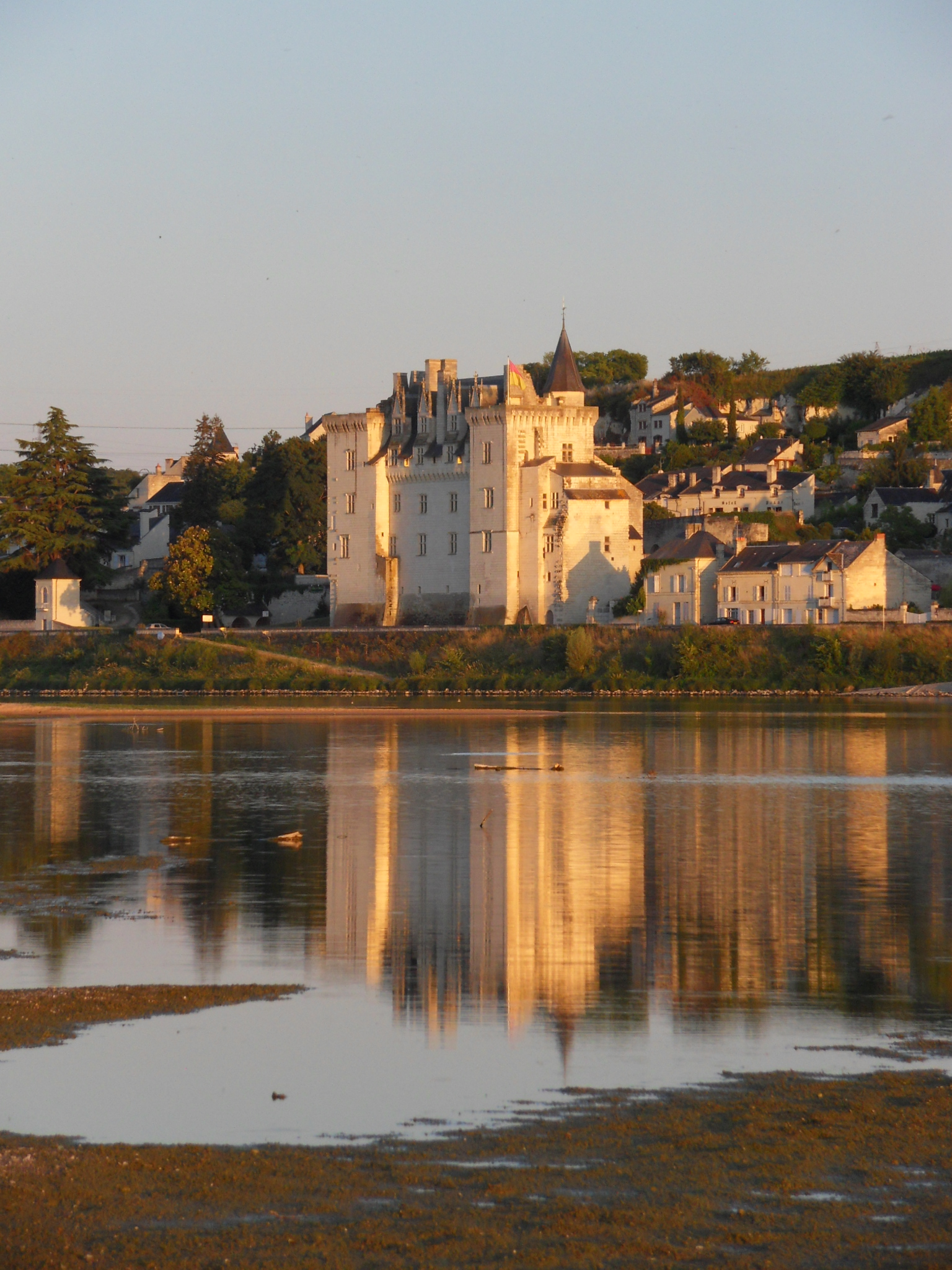
Schloss Montsoreau (erbaut um 1000 durch Fulko III. Nerra)

Nachdem in den Jahren 845 und 852 Angers von den Normannen geplündert worden war, richtete König Karl II. der Kahle die neustrische Mark ein und unterstellte diese Robert dem Starken, dem Stammvater der Robertiner. Robert fiel 866 in der Schlacht von Brissarthe und seine Söhne Odo und Robert bestiegen in den folgenden Jahren, in Konkurrenz zu den Karolingern, den westfränkischen Thron. Roberts Sohn Herzog Hugo der Große setzte zur besseren Verwaltung seiner Territorien Vizegrafen als Stellvertreter ein, so in Angers Ingelger, der zum Begründer des ersten Hauses Anjou wurde. Dessen Sohn Fulko I. der Rote nahm eigenmächtig den Titel eines Grafen an, was von Herzog Hugo um 930 anerkannt wurde.
Räumlich wurde das Anjou im Westen von den Grafschaften Nantes und Rennes, die zum Herzogtum Bretagne gehörten, im Norden von der Grafschaft Maine, im Osten von der Grafschaft Tours (Touraine) und im Süden von der Grafschaft Poitou, die ein Teil des Herzogtums Aquitanien war, umgeben.
Nachdem die Zentralgewalt der Könige nach der Thronbesteigung 987 des ersten Kapetingers Hugo Capet, den die Grafen von Anjou unterstützten, immer mehr auf die Île-de-France zurückgedrängt wurde, stieg das Haus Anjou zu einer dominierenden Macht in Westfrankreich auf. Graf Fulko III. Nerra schlug 992 in der zweiten Schlacht von Conquereuil die Bretonen und dehnte seinen Einfluss durch einen umfangreichen Burgenbau bis in die Bretagne, Touraine und Maine aus. Sämtliche Burgen bestanden aus Stein, was in der damaligen Zeit eine Besonderheit darstellte. In der Schlacht bei Pontlevoy 1016 konnte er ein Vordringen des rivalisierenden Hauses Blois abwehren. Gottfried II. Martel erweiterte die Grafschaft 1033 nach einem Sieg über den Herzog von Aquitanien um Moncontour, Mirebeau und Loudun. Er fasste in der Saintonge Fuß und siegte 1044 in der Schlacht bei Nouy erneut über die Grafen von Blois, wodurch die Grafschaft Tours für Anjou gewonnen werden konnte.
Mit Graf Gottfried III. dem Bärtigen folgte 1060 das zweite Haus (Haus Château-Landon) in der Grafschaft Anjou nach. Gottfried III. wurde 1068 von seinem Bruder Fulko IV. dem Griesgrämigen verdrängt. Dessen Sohn Fulko V. der Jüngere konnte 1109 den Konflikt über die Kontrolle des Maine gegen die Herzöge der Normandie für sich entscheiden. Fulko V. zog in seinen späteren Jahren in das heilige Land, wo er durch Heirat zum König von Jerusalem aufstieg und dort eine Anjou-Dynastie begründete, die bis 1205 herrschte.

#### Das „angevinische Reich“
Fulko hinterließ seine Besitzungen seinem ältesten Sohn Gottfried V. dem Schönen. Dieser hatte die Angewohnheit, einen Ginsterzweig (lateinisch: planta genesta) als Helmzier zu tragen, und wurde daher Plantagenêt genannt. Diese Bezeichnung setzte sich unter seinen Nachkommen als Dynastiename fort, die unter diesen Namen in das Zentrum der mittelalterlichen Geschichte Europas rückten.
Gottfried stand durch seine Ehe mit der Erbin des anglonormannischen Reiches Mathilde am Anfang der in der modernen Forschung als „angevinisches Reich“ (Reich von Anjou) bezeichneten Länderansammlung dieser Dynastie, welche zu einem bedeutenden Machtfaktor im westlichen Europa wurde. Im Kampf gegen Mathildes Kontrahenten Stephan von Blois unterwarf Gottfried 1144 die Normandie. Beider Sohn Heinrich erweiterte den Besitz seiner Familie 1152 durch Heirat mit der Herzogin Eleonore von Aquitanien, die die Herzogtümer Aquitanien und Gascogne mit in die Ehe brachte. Nach dem Tod Stephans von Blois 1154 folgte er als Heinrich II. diesem als König von England nach, womit sich der Einflussbereich der Plantagenets von den Pyrenäen bis an die Südgrenze Schottlands erstreckte.

Das Angevinische Reich um 1180 (in rot)

Dabei ist zu beachten, dass es sich bei diesem „angevinischen Reich“ weder um ein englisches Reich noch um ein in sich geschlossenes Staatsgebilde handelte. Die kontinentalen Besitzungen der Plantagenets waren Lehen des französischen Königreiches, daher die Plantagenets für diese Gebiete Vasallen des französischen Königs. So huldigte zum Beispiel Heinrich II. im Jahr 1156 König Ludwig VII., dem Ex-Ehemann seiner Frau, für die betreffenden Gebiete. Dennoch war es das Ziel der französischen Könige, die Macht der Plantagenets einzuschränken. Dabei verstand es König Philipp II., deren internen Familienkonflikt auszunutzen, bei dem sich die Söhne mehrfach gegen den Vater Heinrich II. erhoben, teilweise ermutigt und unterstützt durch deren Mutter Eleonore von Aquitanien. Als deren Sohn Richard auf Betreiben der Mutter im November 1188 unter anderem auch für Anjou König Philipp II. huldigte, löste er damit ein weiteres Mal einen Konflikt mit dem Vater Heinrich II. aus. Der bedrängte Heinrich musste im Vertrag von Azay-le-Rideau (Juli 1189) erneut den französischen König als Lehnsherren anerkennen und ihm mehrere Gebiete abtreten.
Im Mai 1194 eröffnete König Philipp II. einen Krieg gegen den inzwischen zum König gewordenen Richard (I.) „Löwenherz“ des Ziels, dessen Territorien zu beschlagnahmen, doch konnte Richard durch Siege bei Fréteval (1194) und Gisors (1198) diese Offensive abwehren und Philipp zu einem demütigenden Frieden zwingen. Der Tod Richards im April 1199 sollte jedoch das Ende des „angevinischen Reiches“ einleiten.
Richards Nachfolger Johann Ohneland konnte einen erneuten Zugriff König Philipps II. auf das Plantagenet-Reich zuvorkommen, indem er im Mai 1200 den Lehnseid für alle Festlandsbesitzungen der Plantagenets auf den französischen König ablegte. Doch wenige Monate später heiratete Johann die aquitanische Adelige Isabella von Angoulême. Deren erster Verlobter Hugo X. von Lusignan klagte den englischen König bei dessen Lehnsherren, dem französischen König, der Brautentführung an und gab somit König Philipp die Möglichkeit einen Hofgerichtsprozess gegen Johann in die Wege zu leiten. Nachdem Johann mehrere Vorladungen vor diesem Tribunal nicht nachkam, wurde ein Versäumnisurteil über ihn gesprochen, indem er all seiner Festlandsbesitzungen für verlustig erklärt wurde. Im Juni 1202 begann König Philipp mit der Vollstreckung des Urteils und marschierte mit einem Heer in die Touraine und anschließend in das Anjou ein. Dabei belagerte sein Protege Herzog Arthur I. von Bretagne im Juli des Jahres die eigene Großmutter Eleonore von Aquitanien in der Burg von Mirebeau, Johann befreite seine Mutter, indem er das Belagerungsheer schlug und seinen Neffen gefangen setzen konnte. Als Arthur ein Jahr später in seiner Gefangenschaft starb, fielen die meisten von Johanns Vasallen von ihm ab und unterwarfen sich König Philipp. Im Oktober 1206 verzichtete Johann in einem Waffenstillstand auf alle Gebiete nördlich der Loire.
Der Kampf sollte dennoch weitergehen, als 1208 der deutsche König Philipp von Schwaben ermordet wurde. Daraufhin konnte sich Johanns Neffe Otto von Braunschweig als alleiniger König, ab 1209 Kaiser, in Deutschland durchsetzen. Beide gingen daraufhin ein Bündnis gegen Frankreich ein. Im Frühjahr 1214 drang Johann mit einem Heer in das Anjou ein, mit dem Ziel es seinem Hause zurückzuerobern. Der königliche Seneschall von Anjou Guillaume des Roches, der einst ein Gefolgsmann Richard Löwenherz war, verschanzte sich in der Burg von Roche-aux-Moines (heute Savennières), welche Johann sofort belagerte. Am 2. Juli erschien Prinz Ludwig VIII. mit einem Heer vor der Burg und schlug Johann nach einem kurzen Gefecht in die Flucht, wenige Tage später siegte Ludwigs Vater in der Schlacht von Bouvines über das Heer des Kaisers. Johann Ohneland leistete daraufhin in einem zu Chinon geschlossenen Vertrag erneut seinen Verzicht auf die Loiregebiete. Das „angevinische Reich“ fand damit sein Ende. Die Plantagenets blieben noch bis 1485 im Besitz der englischen Krone und sollten auch in Frankreich noch einige Gebiete halten, doch das Anjou wurde der Krondomäne eingegliedert.

#### Anjou-Capet

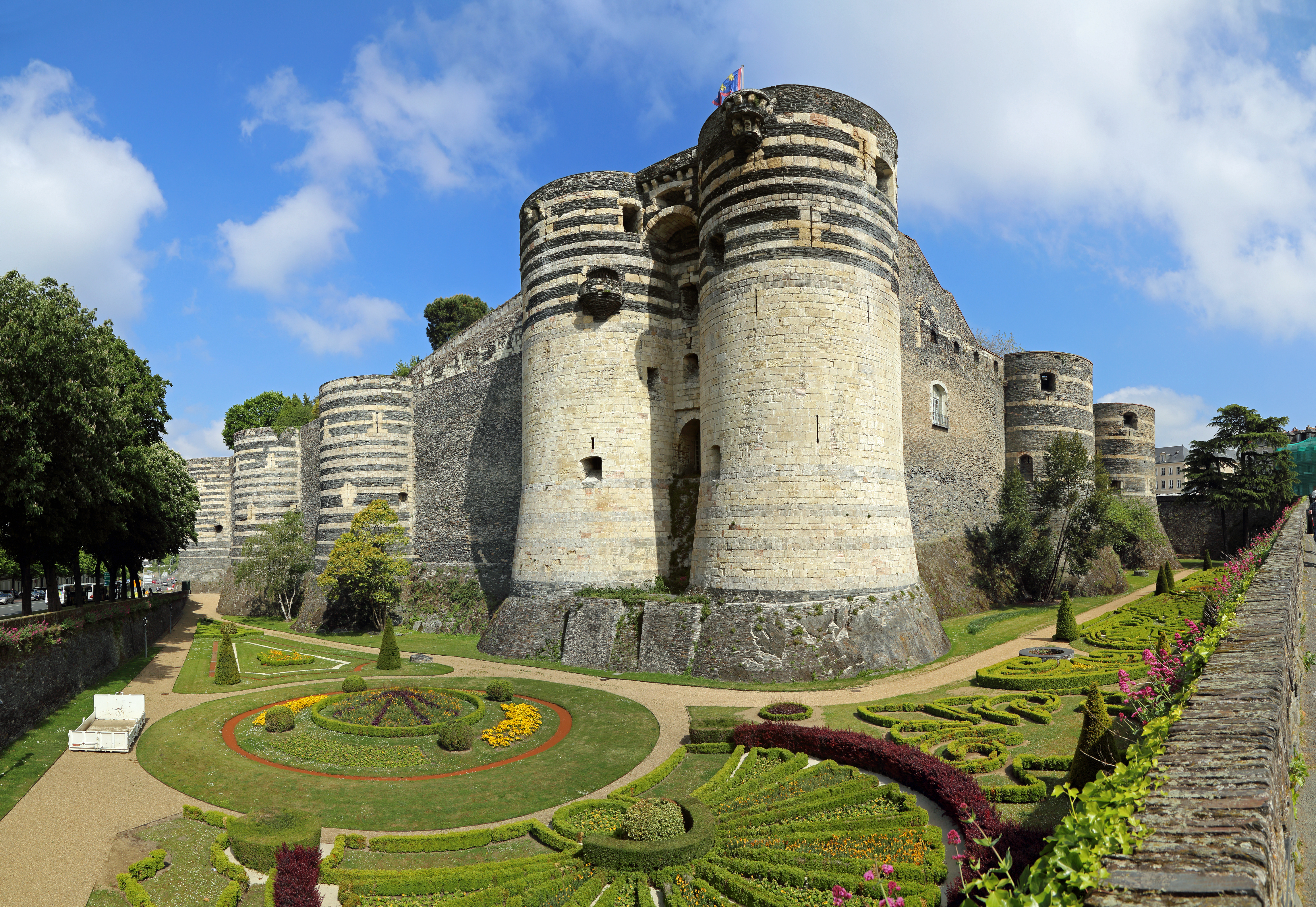
Festungswerke von Schloss Angers (erbaut um 1230 durch Ludwig IX.)

Das Anjou wurde nun von der Krone direkt regiert, bis König Ludwig IX. seinen jüngeren Bruder Prinz Karl I. 1246 mit der Grafschaft belehnte. Ludwig IX. kam damit dem Testament seines Vaters König Ludwig VIII. nach. Karl I. von Anjou galt als skrupelloser Machtmensch und war einer der mächtigsten Männer Europas seiner Zeit. Er beendete 1266 die Herrschaft der Staufer in Unteritalien, deren Königreich von Sizilien er übernahm. Dort begründete Karl die kapetingische Seitenlinie der Anjou, die bis 1435 in Neapel regierte. Weiterhin stammten von ihm die ungarischen Könige von 1301 bis 1386 ab. Die Grafschaft Anjou selber sollte nicht lange bei der Dynastie verbleiben.

### Spätmittelalter
Anjou-Valois

Provinzen Frankreichs (1477).

Anlässlich der Hochzeit von Marguerite d’Anjou, der Tochter Karls II. von Neapel, mit dem französischen Prinzen Karl von Valois im Jahre 1290 wurde ihr das Anjou als Mitgift in die Ehe gegeben. 1297 wurde die Grafschaft zusätzlich mit der Würde einer Pairie ausgestattet. Beider Sohn bestieg 1328 als Philipp VI. den französischen Königsthron und begründete so die Dynastie Valois. Dabei wurde auch das Anjou wieder mit der Krondomäne vereint. König Johann II. apanagierte 1360 seinen zweiten Sohn Ludwig I. mit dem Anjou, welches er zugleich zu einem Herzogtum aufwertete. Ebenso wie die vorangegangenen Anjous engagierte sich die von Ludwig begründete Valois-Seitenlinie von Anjou in Unteritalien, nachdem er 1380 von der Königin Johanna I. von Neapel adoptiert und als ihr Gesamterbe anerkannt wurde. Von Ludwigs Nachkommen bestieg allerdings nur „der gute König“ (le bon roi) René kurzzeitig den Königsthron von Neapel. Nach dem Tod des letzten Herzogs Karl IV. 1481 zog König Ludwig XI. das Anjou als erledigtes Lehen wieder der Krondomäne ein. Der Titel eines Herzogs von Anjou wurde im weiteren Verlauf der französischen Monarchie an diverse königliche Prinzen verliehen.
Das Anjou war in der Zeit der Valois-Herzöge ein Schauplatz des Hundertjährigen Krieges. Nach der Invasion Nordfrankreichs durch Heinrich V. von England siegte im März 1421 die Armee des Dauphin Karl VII. im Verbund mit schottischen Truppen in der Schlacht von Baugé über die Engländer. Das Anjou wurde in der Folge von einer längeren englischen Besetzung verschont.

### Neuzeit

Die Seneschallate des Anjou im 18. Jahrhundert

Als König Philipp II., nach dessen Sieg über die Plantagenets, das Anjou erstmals der Krondomäne zuführte, wurde die königliche Autorität in dieser Region durch einen Seneschall (Sénéchal) vertreten, der seinen Sitz in Angers hatte. Mit der Zeit wurden mehrere Unterseneschallate (Sénéchaussées secondaires) in Baugé, Beaufort, Château-Gontier und La Flèche dem Seneschall in Angers, der nunmehr die Funktion eines Oberseneschalls (Sénéchaussée principales) wahrnahm, unterstellt. König Franz I. richtete um 1544 zusätzlich Seneschallate in Loudun und Saumur ein. Die drei Verwaltungseinheiten waren seit 1542 gemeinsam mit den Seneschallaten der Touraine und Maine in der Généralité von Tours zusammengefasst.
Während der Religionskriege im 16. Jahrhundert gehörte das Anjou überwiegend der katholischen Liga an. Der Herzog von Anjou (der spätere König Heinrich III.) eroberte 1568 das von den protestantischen Hugenotten gehaltene Loudun und schlug diese, unter dem Amiral de Coligny, im Oktober 1569 in der Schlacht bei Moncontour. Zwei Tage nach der Bartholomäusnacht in Paris (24. August 1572) fielen in Angers mehrere Hugenotten den Massakern zum Opfer. König Heinrich IV. wies den Hugenotten in dem 1598 erlassenen Edikt von Nantes die Stadt Saumur als Sicherheitsplatz (places de sûreté) zu, wo sie eine ihrer bedeutendsten Akademien gründeten.
Während der 1789 einberufenen Generalstände war das Anjou mit 24 Abgeordneten, 16 für Angers und je 4 für Saumur und Loudun, vertreten. Nach dem Ausbruch der französischen Revolution (Juli 1789) wurden die Provinzen Frankreichs per Beschluss der Nationalversammlung 1790 durch Départements ersetzt. Das Anjou wurde dabei zu seinem größten Teil in das Département Mayenne-et-Loire, das später in Département Maine-et-Loire umbenannt wurde, eingegliedert. Das Seneschallat von Loudun und das Land um Mirebeau und Moncontour wurden dem Département Vienne zugeteilt, wo dieses Gebiet seither die westliche Hälfte des Arrondissement Châtellerault bildet. Die Stadt Richelieu kam zum Département Indre-et-Loire, Craon und Château-Gontier zum Département Mayenne sowie La Flèche zum Département Sarthe.

## Weiteres
- Das Lothringer Kreuz wird in Frankreich auch Croix d’Anjou genannt. Dieses Symbol war das Siegel der Valois-Herzöge von Anjou, die von 1431 bis 1473 auch in Lothringen regierten.